# Batalla de Machecoul (31 de desembre de 1793)

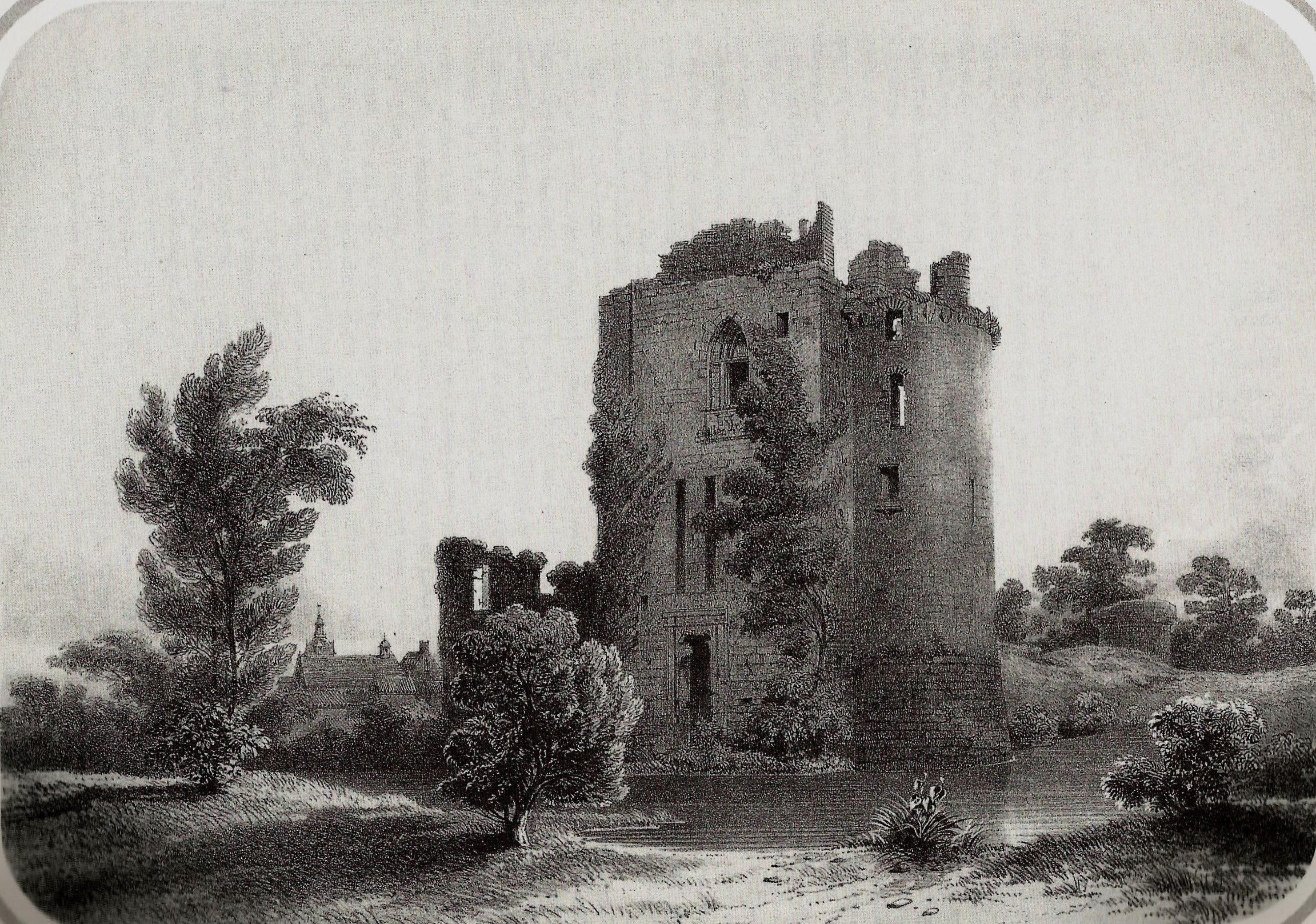
Vista de Machecoul, gravat de Thomas Drake, cap a 1850.

Batalla de Machecoul (La quarta batalla de Machecoul té lloc durant la Revolta de La Vendée. El 31 de desembre de 1793, els Vendéans prenen la ciutat.)

## Batalla
En tornar de la seva expedició a Anjou, Charette entén que els republicans van aprofitar la seva absència per planificar l'atac a l'illa Noirmoutier. Immediatament, reuneix la seva tropa i intenta operar una desviació a la rereguarda dels republicans atacant Machecoul.
Poc abans de l'atac, la ciutat va ser ocupada per l'ajudant general Carpantier, que va rebre l'ordre del general Jacques Dutruy de desplaçar-se a Challans i només va deixar una petita guarnició de 200 a 300 homes d'un batalló d'Ille-et-Vilaine.

Els republicans, encara que sorpresos, van fer una forta resistencia, però pocs en nombre, finalment van ser derrotats i molts fugitius van ser massacrats. Van perdre 100 homes i una peça d'artilleria segons l'informe de Carpantier, que es va fer càrrec de la ciutat uns dies després. El general Michel de Beaupuy, que llavors anava a assistir al setge de Noirmoutier i prop de la ciutat, va reunir els fugitius derrotats.
| « | <"Dos dies després, Charette va atacar Machecoul: no se l'esperava i els republicans no estaven vigilants. Un dels seus oficials va dir a una dona del barri: m'agradaria veure a Charette; allà està, va cridar la dona; de fet, l'exèrcit de la Vendée entrava a Machecoul sense que ningú se n'adonés de l'arribada. No obstant això, la resistència va ser vigorosa fora de la ciutat, però va ser necessari cedir en nombre; l'enemic va abandonar un canó i va ser llançat d'un costat a un altre en la seva fugida, va ser una massacre de totes totes." | » |

- Memòries de Pierre-Suzanne Lucas de La Championnière.